# Rob Savoye
Rob Savoye – amerykański programista.
Główny deweloper programu Gnash. Jest także deweloperem w projekcie GNU, który pracował nad Debianem, Red Hatem i wieloma innymi projektami wolnego oprogramowania. Był jednym z pierwszych pracowników firmy Cygnus Solutions, sprzedanej Red Hatowi w 2001 r.
Rozpoczął programowanie w 1977 roku od języka Fortran IV. Spośród wielu projektów, w których pracował są, m.in.: GCC, GDB, DejaGnu, Cygwin, eCos oraz CTAS.
W roku 2011 wygrał on nagrodę FSF Award for the Advancement of Free Software za pracę nad Gnash.